# Liste der gelben Pigmente

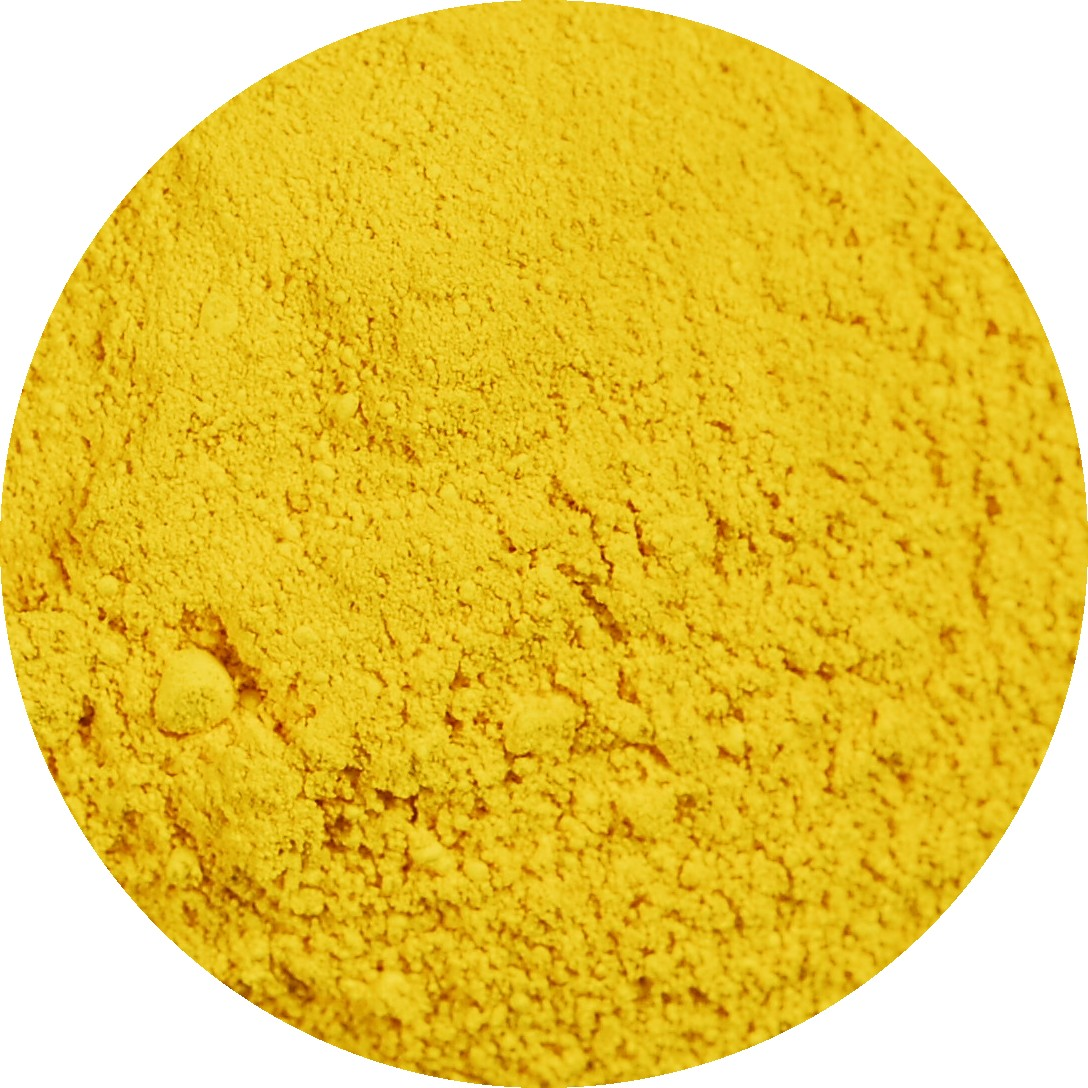
Pigment Yellow 74

Die Liste der gelben Pigmente enthält diejenigen Pigmente, die im Colour Index die Bezeichnung C.I. Pigment Yellow besitzen und damit von gelber Farbe sind. 

## Legende
- C.I.-Bezeichnung: C.I. Generic Name, bestehend aus der Klassenbezeichnung Pigment, der Farbbezeichnung Yellow und einer fortlaufenden Nummer
- C.I.-Nr.: C.I. Constitution Number, fünfstellige Nummer zur chemischen Charakterisierung des Pigments
- CAS-Nr.
- systematischer Name: nach IUPAC-Nomenklatur gebildeter Name der Substanz
- Trivialname, Alternativen: häufig verwendete Namen des Pigments, dazu andere C.I.-Bezeichnungen, keine Handelsbezeichnungen

## Liste
| C.I.-Bezeichnung    | C.I.-Nr. | CAS-Nr.      | systematischer Name | Trivialname, Alternativen                         |
| ------------------- | -------- | ------------ | --- | ------------------------------------------------- |
| Pigment Yellow 1    | 11680    | 2512-29-0    | 2-[2-(4-Methyl-2-nitrophenyl)diazenyl]-3-oxo-N-phenylbutanamid |                                                   |
| Pigment Yellow 2    | 11730    | 6486-26-6    | 2-[2-(4-Chlor-2-nitrophenyl)diazenyl]-N-(2,4-dimethylphenyl)-3-oxobutanamid                                                                                       |                                                   |
| Pigment Yellow 3    | 11710    | 6486-23-3    | 2-[2-(4-Chlor-2-nitrophenyl)diazenyl]-N-(2-chlorphenyl)-3-oxobutanamid                                                                                            |                                                   |
| Pigment Yellow 4    | 11665    | 1657-16-5    | 2-[2-(4-Nitrophenyl)diazenyl]-3-oxo-N-phenylbutanamid |                                                   |
| Pigment Yellow 5    | 11660    | 4106-67-6    | 2-[2-(2-Nitrophenyl)diazenyl]-3-oxo-N-phenylbutanamid |                                                   |
| Pigment Yellow 6    | 11670    | 4106-76-7    | 2-[2-(4-Chlor-2-nitrophenyl)diazenyl]-3-oxo-N-phenylbutanamid |                                                   |
| Pigment Yellow 7    | 12780    | 6407-81-4    | 4-Hydroxy-3-[2-(2-nitrophenyl)diazenyl]-2(1H)-chinolinon |                                                   |
| Pigment Yellow 9    | 11720    | 6486-24-4    | 2-[2-(4-Methyl-2-nitrophenyl)diazenyl]-N-(2-methylphenyl)-3-oxobutanamid                                                                                          |                                                   |
| Pigment Yellow 10   | 12710    | 6407-75-6    | 4-[2-(2,5-Dichlorphenyl)diazenyl]-2,4-dihydro-5-methyl-2-phenyl-3H-pyrazol-3-on                                                                                   |                                                   |
| Pigment Yellow 11   | 10325    | 2955-16-0    | N,N′-Bis(4-chlor-2-nitrophenyl)methandiamin |                                                   |
| Pigment Yellow 12   | 21090    | 6358-85-6    | 2,2′-{[3,3′-Dichlor(1,1′-biphenyl)-4,4′-diyl]bis(2,1-diazendiyl)}bis(3-oxo-N-phenylbutanamid)                                                                     | Benzidingelb                                      |
| Pigment Yellow 13   | 21100    | 5102-83-0    | 2,2′-{[3,3′-Dichlor(1,1′-biphenyl)-4,4′-diyl]bis(2,1-diazendiyl)}bis[N-(2,4-dimethylphenyl)-3-oxobutanamid]                                                       |                                                   |
| Pigment Yellow 14   | 21095    | 5468-75-7    | 2,2′-{[3,3′-Dichlor(1,1′-biphenyl)-4,4′-diyl]bis(2,1-diazendiyl)}bis[N-(2-methylphenyl)-3-oxobutanamid]                                                           |                                                   |
| Pigment Yellow 15   | 21220    | 6528-35-4    | 2,2′-{[2,2′-Dichlor-5,5′-dimethoxy(1,1′-biphenyl)-4,4′-diyl]bis(2,1-diazendiyl)}bis[N-(2,4-dimethylphenyl)-3-oxobutanamid]                                        |                                                   |
| Pigment Yellow 16   | 20040    | 5979-28-2    | N,N′-[3,3′-Dimethyl(1,1′-biphenyl)-4,4′-diyl]bis{2-[2-(2,4-dichlorphenyl)diazenyl]-3-oxobutanamid}                                                                |                                                   |
| Pigment Yellow 17   | 21105    | 4531-49-1    | 2,2′-{[3,3′-Dichlor(1,1′-biphenyl)-4,4′-diyl]bis(2,1-diazendiyl)}bis[N-(2-methoxyphenyl)-3-oxobutanamid]                                                          |                                                   |
| Pigment Yellow 18   |          | 1326-11-0    | 2-[4-(Dimethylamino)phenyl]-3,6-dimethylbenzothiazoliummolybdatowolframatophosphat                                                                                |                                                   |
| Pigment Yellow 23   | 60520    | 4981-43-5    | |                                                   |
| Pigment Yellow 24   | 70600    | 475-71-8     | Benzo[h]benz[5,6]acridino[2,1,9,8-klmna]acridin-8,16-dion | Flavanthron, auch Vat Yellow 1 Pigment Yellow 112 |
| Pigment Yellow 30   | 77592    | 1345-30-8    | Bleioxychlorid |                                                   |
| Pigment Yellow 31   | 77103    | 10294-40-3   | Bariumchromat | Baytgelb                                          |
| Pigment Yellow 32   | 77839    | 7789-06-2    | Strontiumchromat |                                                   |
| Pigment Yellow 33   | 77223    | 13765-19-0   | Calciumchromat | Calciumchromgelb, Steinbühls Gelb                 |
| Pigment Yellow 34   | 77600    | 7758-97-6    | Blei(II)-chromat |                                                   |
| Pigment Yellow 34:1 | 77603    | 1344-37-2    | Blei(II)-chromat und Blei(II)-sulfat | Bleisulfochromatgelb                              |
| Pigment Yellow 35   | 77205    | 8048-07-5    | Cadmiumzinksulfid |                                                   |
| Pigment Yellow 36   | 77956    | 37300-23-5   | Zinkkaliumchromat | Zinkgelb                                          |
| Pigment Yellow 37   | 77199    | 68859-25-6   | | Cadmiumgelb                                       |
| Pigment Yellow 38   | 77878    | 1315-01-1    | Zinn(IV)-sulfid |                                                   |
| Pigment Yellow 39   | 77086    | 1303-33-9    | Arsen(III)-sulfid | Arsengelb                                         |
| Pigment Yellow 40   | 77357    | 13782-01-9   | Kaliumhexanitrocobaltat(III) | Cobaltgelb                                        |
| Pigment Yellow 41   | 77588    | 8012-00-8    | | Neapelgelb, Bleiantimongelb                       |
| Pigment Yellow 42   | 77492    | 51274-00-1   | | Eisenoxidgelb                                     |
| Pigment Yellow 43   | 77492    | 64294-91-3   | | gelber Ocker, Chinesischgelb                      |
| Pigment Yellow 44   | 77188    | 1345-08-0    | basisches Cadmiumchromat | Cadmiumchrom                                      |
| Pigment Yellow 45   | 77505    | 1328-64-9    | verschiedene Eisen(III)-chromate |                                                   |
| Pigment Yellow 46   | 77577    | 1317-36-8    | Blei(II)-oxid |                                                   |
| Pigment Yellow 47   | 77645    | 12060-00-3   | Bleititanat |                                                   |
| Pigment Yellow 48   | 77610    | 592-05-2     | Blei(II)-cyanid |                                                   |
| Pigment Yellow 49   | 11765    | 2904-04-3    | N-(4-Chlor-2,5-dimethoxyphenyl)-2-[2-(4-chlor-2-methylphenyl)diazenyl]-3-oxobutanamid                                                                             |                                                   |
| Pigment Yellow 53   | 77788    | 8007-18-9    | Nickelantimontitanat | Nickeltitangelb                                   |
| Pigment Yellow 55   | 21096    | 6358-37-8    | 2,2′-{[3,3′-Dichlor(1,1′-biphenyl)-4,4′-diyl]bis(2,1-diazendiyl)}bis[N-(4-methylphenyl)-3-oxobutanamid]                                                           | auch Pigment Yellow 57                            |
| Pigment Yellow 60   | 12705    | 6407-74-5    | 4-[2-(2-Chlorphenyl)diazenyl]-2,4-dihydro-5-methyl-2-phenyl-3H-pyrazol-3-on                                                                                       |                                                   |
| Pigment Yellow 61   | 13880    | 12286-65-6   | 3-Nitro-4-({2-oxo-1-[(phenylamino)carbonyl]propyl}azo)benzolsulfonsäure, Calciumsalz (2:1)                                                                        |                                                   |
| Pigment Yellow 62   | 13940    | 12286-66-7   | 4-[(1-{[(2-Methylphenyl)amino]carbonyl}-2-oxopropyl)azo]-3-nitrobenzolsulfonsäure, Calciumsalz (2:1)                                                              |                                                   |
| Pigment Yellow 63   | 21091    | 14569-54-1   | 2,2′-{[3,3′-Dichlor(1,1′-biphenyl)-4,4′-diyl]bis(2,1-diazendiyl)}bis[N-(2-chlorphenyl)-3-oxobutanamid]                                                            | auch Pigment Yellow 121                           |
| Pigment Yellow 65   | 11740    | 6528-34-3    | 2-[2-(4-Methoxy-2-nitrophenyl)diazenyl]-N-(2-methoxyphenyl)-3-oxobutanamid                                                                                        |                                                   |
| Pigment Yellow 73   | 11738    | 13515-40-7   | 2-[2-(4-Chlor-2-nitrophenyl)diazenyl]-N-(2-methoxyphenyl)-3-oxobutanamid                                                                                          |                                                   |
| Pigment Yellow 74   | 11741    | 6358-31-2    | 2-[2-(2-Methoxy-4-nitrophenyl)diazenyl]-N-(2-methoxyphenyl)-3-oxobutanamid                                                                                        |                                                   |
| Pigment Yellow 75   | 11770    | 52320-66-8   | 2-[2-(4-Chlor-2-nitrophenyl)diazenyl]-N-(4-ethoxyphenyl)-3-oxobutanamid                                                                                           |                                                   |
| Pigment Yellow 77   | 20045    | 5905-17-9    | N,N′-[3,3′-Dimethyl(1,1′-biphenyl)-4,4′-diyl]bis{2-[2-(5-chlor-2-methylphenyl)diazenyl]-3-oxobutanamid}                                                           |                                                   |
| Pigment Yellow 81   | 21127    | 22094-93-5   | 2,2′-{[2,2′,5,5′-Tetrachlor(1,1′-biphenyl)-4,4′-diyl]bis(2,1-diazendiyl)}bis[N-(2,4-dimethylphenyl)-3-oxobutanamid]                                               |                                                   |
| Pigment Yellow 82   |          | 12225-14-8   | |                                                   |
| Pigment Yellow 83   | 21108    | 5567-15-7    | 2,2′-{[3,3′-Dichlor(1,1′-biphenyl)-4,4′-diyl]bis(2,1-diazendiyl)}bis[N-(4-chlor-2,5-dimethoxyphenyl)-3-oxobutanamid]                                              |                                                   |
| Pigment Yellow 85   |          | 12286-67-8   | |                                                   |
| Pigment Yellow 87   | 21107:1  | 15110-84-6   | 2,2′-{[3,3′-Dichlor(1,1′-biphenyl)-4,4′-diyl]bis(2,1-diazendiyl)}bis[N-(2,5-dimethoxyphenyl)-3-oxobutanamid]                                                      | auch Pigment Yellow 83:1                          |
| Pigment Yellow 93   | 200375   | 5580-57-4    | 3,3′-{(2-Chlor-5-methyl-1,4-phenylen)bis[imino(1-acetyl-2-oxo-2,1-ethandiyl)-2,1-diazendiyl]}bis[4-chlor-N-(3-chlor-2-methylphenyl)benzamid]                      |                                                   |
| Pigment Yellow 94   | 20038    | 5580-58-5    | 3,3′-{(2,5-Dichlor-1,4-phenylen)bis[imino(1-acetyl-2-oxo-2,1-ethandiyl)-2,1-diazendiyl]}bis[4-chlor-N-(5-chlor-2-methylphenyl)benzamid]                           |                                                   |
| Pigment Yellow 95   | 20034    | 5280-80-8    | 3,3′-{(2,5-Dimethyl-1,4-phenylen)bis[imino(1-acetyl-2-oxo-2,1-ethandiyl)-2,1-diazendiyl]}bis[4-chlor-N-(5-chlor-2-methylphenyl)benzamid]                          |                                                   |
| Pigment Yellow 97   | 11767    | 12225-18-2   | N-(4-Chlor-2,5-dimethoxyphenyl)-2-[2-[2,5-dimethoxy-4-[(phenylamino)sulfonyl]phenyl]diazenyl]-3-oxobutanamid                                                      |                                                   |
| Pigment Yellow 98   | 11727    | 32432-45-4   | N-(4-Chlor-2-methylphenyl)-2-[2-(4-chlor-2-nitrophenyl)diazenyl]-3-oxobutanamid                                                                                   |                                                   |
| Pigment Yellow 100  | 19140:1  | 12225-21-7   | 4,5-Dihydro-5-oxo-1-(4-sulfophenyl)-4-[(4-sulfophenyl)azo]-1H-pyrazol-3-carbonsäure-Aluminiumkomplex                                                              |                                                   |
| Pigment Yellow 101  | 48052    | 2387-03-3    | 2,2′-Dihydroxynaphthalazin |                                                   |
| Pigment Yellow 104  | 15985:1  | 15790-07-5   | 6-Hydroxy-5-[(4-sulfophenyl)azo]-2-naphthalensulfonsäure-Aluminiumkomplex                                                                                         |                                                   |
| Pigment Yellow 105  | 11743    | 12236-75-8   | 2-[2-(7-Chlor-1,2-dihydro-4-methyl-2-oxo-6-quinolinyl)diazenyl]-N-(2-methoxyphenyl)-3-oxo-butanamid                                                               |                                                   |
| Pigment Yellow 106  |          | 12225-23-9   | |                                                   |
| Pigment Yellow 107  |          | 12270-64-3   | |                                                   |
| Pigment Yellow 108  | 68420    | 4216-01-7    | N-(9,10-Dihydro-9,10-dioxo-1-anthracenyl)-7-oxo-7H-benzo[e]perimidin-4-carboxamid                                                                                 | auch Vat Yellow 20                                |
| Pigment Yellow 109  | 56284    | 5045-40-9    | 3,3′-[(2-Methyl-1,3-phenylen)diimino]bis(4,5,6,7-tetrachlor-1H-isoindol-1-on)                                                                                     |                                                   |
| Pigment Yellow 110  | 56280    | 5590-18-1    | Bis(4,5,6,7-Tetrachlor-3-oxoisoindolin-1-yliden)-1,4-phenylendiamin                                                                                               | auch Pigment Yellow 137                           |
| Pigment Yellow 111  | 11745    | 15993-42-7   | N-(5-Chlor-2-methoxyphenyl)-2-[2-(2-methoxy-4-nitrophenyl)diazenyl]-3-oxobutanamid                                                                                |                                                   |
| Pigment Yellow 113  |          | 14359-20-7   | 2,2′-{[2,2′,5,5′-Tetrachlor(1,1′-biphenyl)-4,4′-diyl]bis(2,1-diazendiyl)}bis[N-(4-chlor-2-methylphenyl)-3-oxobutanamid]                                           |                                                   |
| Pigment Yellow 114  | 21092    | 68610-87-7   | |                                                   |
| Pigment Yellow 115  | 47005:1  | 68814-04-0   | |                                                   |
| Pigment Yellow 116  | 11790    | 61968-84-1   | |                                                   |
| Pigment Yellow 117  | 48043    | 21405-81-2   | [3-({[2-(Hydroxy-κO)phenyl]methylen}amino-κN)(1,1′-biphenyl)-4-olato(2−)-κO]kupfer(II)                                                                            |                                                   |
| Pigment Yellow 118  | 77894    | 61512-65-0   | Titan-Nickel-Antimon-Chrom-Oxid-Mischphasenpigment | Chromtitangelb                                    |
| Pigment Yellow 119  | 77496    | 68187-51-9   | Zinkeisenoxid | Zinkeisengelb                                     |
| Pigment Yellow 120  | 11783    | 29920-31-8   | 5-({1-[(2-Oxo-5-benzimidazolinyl)carbamoyl]acetonyl}azo)isophthalsäuredimethylester                                                                               |                                                   |
| Pigment Yellow 123  | 65049    | 4028-94-8    | N,N′-Di-1-anthrachinonylphthalamid |                                                   |
| Pigment Yellow 124  | 21107    | 67828-22-2   | 2,2′-{[3,3′-Dichlor(1,1′-biphenyl)-4,4′-diyl]bis(2,1-diazendiyl)}bis[N-(2,4-dimethoxyphenyl)-3-oxobutanamid]                                                      |                                                   |
| Pigment Yellow 126  | 21101    | 90268-23-8   | 2,2′-{[3,3′-Dichlor(1,1′-biphenyl)-4,4′-diyl]bis(azo)}bis(3-oxo-butanamid), N,N′-bis(p-anisyl und Ph)-Derivate                                                    |                                                   |
| Pigment Yellow 127  | 21102    | 68610-86-6   | 2,2′-{[3,3′-Dichlor(1,1′-biphenyl)-4,4′-diyl]bis(azo)}bis(3-oxo-butanamid), N,N′-bis(o-anisyl und 2,4-xylyl)-Derivate                                             |                                                   |
| Pigment Yellow 128  | 20037    | 79953-85-8   | 3,3′-{(2-Chlor-5-methyl-1,4-phenylen)bis[imino(1-acetyl-2-oxo-2,1-ethandiyl)-2,1-diazendiyl]}bis{4-chlor-N-[2-(4-chlorphenoxy)-5-(trifluormethyl)phenyl]benzamid} |                                                   |
| Pigment Yellow 129  | 48042    | 15680-42-9   | [1-({[2-(Hydroxy-κO)phenyl]imino-κN}methyl)-2-naphthalenolato(2−)-κO]kupfer(II)                                                                                   |                                                   |
| Pigment Yellow 130  | 117699   | 23739-66-4   | 2-[2-(4-Chlor-2-nitrophenyl)diazenyl]-N-(4-methoxyphenyl)-3-oxobutanamid                                                                                          |                                                   |
| Pigment Yellow 133  | 139395   | 132821-92-2  | 3-Nitro-4-({2-oxo-1-[(phenylamino)carbonyl]propyl}azo)benzolsulfonsäure, Strontiumsalz (2:1)                                                                      |                                                   |
| Pigment Yellow 134  | 21111    | 31775-20-9   | 2,2′-{[3,3′-Dichlor(1,1′-biphenyl)-4,4′-diyl]bis(2,1-diazendiyl)}bis[N-(4-ethoxyphenyl)-3-oxobutanamid]                                                           | auch Pigment Yellow 152                           |
| Pigment Yellow 138  | 56300    | 30125-47-4   | 4,5,6,7-Tetrachlor-2-[2-(4,5,6,7-tetrachlor-2,3-dihydro-1,3-dioxo-1H-inden-2-yl)-8-quinolinyl]-1H-isoindol-1,3(2H)-dion                                           |                                                   |
| Pigment Yellow 139  | 56298    | 36888-99-0   | 5,5′-[1H-Isoindol-1,3(2H)-diyliden]bis[2,4,6(1H,3H,5H)-pyrimidintrion]                                                                                            |                                                   |
| Pigment Yellow 147  | 60645    | 4118-16-5    | 1,1′-[(6-Phenyl-1,3,5-triazin-2,4-diyl)diimino]bis(9,10-anthracendion)                                                                                            |                                                   |
| Pigment Yellow 148  | 50600    | 20572-37-6   | 1,1′-[6-(2-Pyrenyl)-1,3,5-triazin-2,4-diyl]bis(2-naphthalenol) |                                                   |
| Pigment Yellow 150  | 12764    | 872613-79-1  | |                                                   |
| Pigment Yellow 151  | 13980    | 31837-42-0   | 2-[2-(1-{[(2,3-Dihydro-2-oxo-1H-benzimidazol-5-yl)amino]carbonyl}-2-oxopropyl)diazenyl]benzoesäure                                                                |                                                   |
| Pigment Yellow 153  | 48545    | 29204-84-0   | Bis[2,3-bis(hydroxyimino-κN)-N-phenylbutanamidato]nickel(II) |                                                   |
| Pigment Yellow 154  | 11781    | 68134-22-5   | N-(2,3-Dihydro-2-oxo-1H-benzimidazol-5-yl)-3-oxo-2-{2-[2-(trifluormethyl)phenyl]diazenyl}butanamid                                                                |                                                   |
| Pigment Yellow 155  | 200310   | 68516-73-4   | 2,2′-{1,4-Phenylenbis[imino(1-acetyl-2-oxo-2,1-ethandiyl)azo]}bis(1,4-benzoldicarbonsäuretetramethylester)                                                        |                                                   |
| Pigment Yellow 156  |          | 63661-26-7   | |                                                   |
| Pigment Yellow 157  | 77900    | 68610-24-2   | Nickel-Barium-Titan-Priderit |                                                   |
| Pigment Yellow 158  | 77862    | 68186-93-6   | Zinn-Vanadium-Cassiterit | Zinnvanadiumgelb                                  |
| Pigment Yellow 159  | 77997    | 68187-15-5   | Zirconium-Praseodym-Silikat | Praseodymgelb                                     |
| Pigment Yellow 160  | 77991    | 68187-01-9   | Vanadium-Zirconium-Oxid | Vanadinzirkongelb                                 |
| Pigment Yellow 161  | 77895    | 68611-43-8   | Nickel-Niob-Titan-Oxid |                                                   |
| Pigment Yellow 162  | 77896    | 68611-42-7   | Chrom-Niob-Titan-Oxid |                                                   |
| Pigment Yellow 163  | 77897    | 68186-92-5   | Chrom-Wolfram-Titan-Oxid |                                                   |
| Pigment Yellow 164  | 77899    | 68412-38-4   | Mangan-Antimon-Titan-Oxid |                                                   |
| Pigment Yellow 166  | 20035    | 76233-82-4   | 3,3′-{(2,5-Dimethyl-1,4-phenylen)bis[imino(1-acetyl-2-oxo-2,1-ethandiyl)-2,1-diazendiyl]}bis[4-chlor-N-(2,5-dichlorphenyl)benzamid]                               |                                                   |
| Pigment Yellow 167  | 11737    | 38489-24-6   | 2-[2-(2,3-Dihydro-1,3-dioxo-1H-isoindol-5-yl)diazenyl]-N-(2,4-dimethylphenyl)-3-oxobutanamid                                                                      |                                                   |
| Pigment Yellow 168  | 13960    | 71832-85-4   | 3,3′-{(2,5-Dimethyl-1,4-phenylen)bis[imino(1-acetyl-2-oxo-2,1-ethandiyl)-2,1-diazendiyl]}bis[4-chlor-N-(2,5-dichlorphenyl)benzamid]                               |                                                   |
| Pigment Yellow 169  | 13955    | 73385-03-2   | 4-[(1-{[(4-Methoxyphenyl)amino]carbonyl}-2-oxopropyl)azo]-3-nitrobenzolsulfonsäure, Calciumsalz (2:1)                                                             |                                                   |
| Pigment Yellow 170  | 21104    | 31775-16-3   | 2,2′-{[3,3′-Dichlor(1,1′-biphenyl)-4,4′-diyl]bis(2,1-diazendiyl)}bis[N-(4-methoxyphenyl)-3-oxobutanamid]                                                          |                                                   |
| Pigment Yellow 171  |          | 53815-04-6   | 2,2′-{[3,3′-Dichlor(1,1′-biphenyl)-4,4′-diyl]bis(2,1-diazendiyl)}bis[N-(4-chlor-2-methylphenyl)-3-oxobutanamid]                                                   |                                                   |
| Pigment Yellow 172  | 21109    | 76233-80-2   | 2,2′-{[3,3′-Dichlor(1,1′-biphenyl)-4,4′-diyl]bis(azo)}bis[N-(5-chlor-2-methoxyphenyl)-3-oxobutanamid]                                                             |                                                   |
| Pigment Yellow 173  | 561600   | 51016-63-8   | 3,3′-[(2,5-Dichlor-1,4-phenylen)diimino]bis(1H-isoindol-1-on) |                                                   |
| Pigment Yellow 174  | 21098    | 78952-72-4   | 2-(2-{3,3′-Dichlor-4′-[2-(1-{[(2,4-dimethylphenyl)amino]carbonyl}-2-oxopropyl)diazenyl](1,1′-biphenyl)-4-yl}diazenyl)-N-(2-methylphenyl)-3-oxobutanamid           |                                                   |
| Pigment Yellow 175  | 11784    | 35636-63-6   | 2-[(1-{[(2,3-Dihydro-2-oxo-1H-benzimidazol-5-yl)amino]carbonyl}-2-oxopropyl)azo]-1,4-benzoldicarbonsäuredimethylester                                             |                                                   |
| Pigment Yellow 176  | 21103    | 90268-24-9   | 2,2′-{[3,3′-Dichlor(1,1′-biphenyl)-4,4′-diyl]bis(azo)}bis(3-oxo-butanamid), N,N′-bis(4-chlor-2,5-dimethoxyphenyl und 2,4-xylyl)-Derivate                          |                                                   |
| Pigment Yellow 179  | 48125    | 63287-28-5   | (T-4)-Bis{[3-[(1H-benzimidazol-2-yl-κN3)amino]-1H-isoindol-1-onato-κN2}cobalt(II)                                                                                 |                                                   |
| Pigment Yellow 180  | 21290    | 77804-81-0   | 2,2′-[1,2-Ethandiylbis(oxy-2,1-phenylen-2,1-diazendiyl)]bis[N-(2,3-dihydro-2-oxo-1H-benzimidazol-5-yl)-3-oxobutanamid]                                            |                                                   |
| Pigment Yellow 181  | 11777    | 74441-05-7   | N-[4-(Aminocarbonyl)phenyl]-4-[2-(1-{[(2,3-dihydro-2-oxo-1H-benzimidazol-5-yl)amino]carbonyl}-2-oxopropyl)diazenyl]benzamid                                       |                                                   |
| Pigment Yellow 182  | 128300   | 67906-31-4   | 1,4-Dimethyl-2-(2-{2-[(2-methoxyphenyl)amino]-2-oxo-1-(3,4,5,6-tetrahydro-4,6-dioxo-1,3,5-triazin-2-yl)ethyl}diazenyl)-1,4-benzendicarboxylat                     |                                                   |
| Pigment Yellow 183  | 18792    | 65212-77-3   | 4,5-Dichlor-2-{[4,5-dihydro-3-methyl-5-oxo-1-(3-sulfophenyl)-1H-pyrazol-4-yl]azo}benzolsulfonsäure, Calciumsalz (1:1)                                             |                                                   |
| Pigment Yellow 184  | 771740   | 14059-33-7   | Bismutvanadat | Bismutgelb, Vanadiumgelb                          |
| Pigment Yellow 185  | 56290    | 76199-85-4   | 2-Cyano-2-[2,3-dihydro-3-(tetrahydro-2,4,6-trioxo-5(2H)-pyrimidinyliden)-1H-isoindol-1-yliden]-N-methylacetamid                                                   |                                                   |
| Pigment Yellow 188  | 21094    | 23792-68-9   | 2-({3,3′-Dichlor-4′-[(1-{[(2,4-dimethylphenyl)amino]carbonyl}-2-oxopropyl)azo](1,1′-biphenyl)-4-yl}azo)-3-oxo-N-phenylbutanamid                                   |                                                   |
| Pigment Yellow 189  | 77902    | 69011-05-8   | Nickel-Titan-Wolfram-Oxid |                                                   |
| Pigment Yellow 190  | 189785   | 141489-68-1  | |                                                   |
| Pigment Yellow 191  | 18795    | 129423-54-7  | 4-Chlor-2-{[4,5-dihydro-3-methyl-5-oxo-1-(3-sulfophenyl)-1H-pyrazol-4-yl]azo}-5-methylbenzolsulfonsäure, Calciumsalz (1:1)                                        |                                                   |
| Pigment Yellow 192  | 507300   | 56279-27-7   | 10,12-Dihydro-7H,11H-benz[de]imidazo[4′,5′:5,6]benzimidazo[2,1-a]isochinolin-7,11-dion                                                                            |                                                   |
| Pigment Yellow 193  | 65412    | 70321-14-1   | N1,N4-Bis(9,10-dihydro-9,10-dioxo-1-anthracenyl)-1,4-benzoldicarboxamid                                                                                           |                                                   |
| Pigment Yellow 194  | 11785    | 82199-12-0   | N-(2,3-Dihydro-2-oxo-1H-benzimidazol-5-yl)-2-[2-(2-methoxyphenyl)diazenyl]-3-oxobutanamid                                                                         |                                                   |
| Pigment Yellow 199  | 653200   | 136897-58-0  | N,N′-[9,9′,10,10′-Tetrahydro-9,9′,10,10′-tetraoxo(1,1′-bianthracen)-4,4′-diyl]bis(dodecanamid)                                                                    |                                                   |
| Pigment Yellow 202  | 65410    | 3627-47-2    | N1,N3-Bis(9,10-dihydro-9,10-dioxo-1-anthracenyl)-1,3-benzoldicarboxamid                                                                                           | auch Vat Yellow 26, Disperse Yellow 127           |
| Pigment Yellow 213  | 117875   | 220198-21-0  | 2-[(2-Oxo-1-{[(1,2,3,4-tetrahydro-7-methoxy-2,3-dioxo-6-quinoxalinyl)amino]carbonyl}propyl)azo]-1,4-benzoldicarbonsäuredimethylester                              |                                                   |
| Pigment Yellow 214  |          | 577980-23-5  | |                                                   |
| Pigment Yellow 216  |          | 817181-98-9  | Titan-Zinn-Zink-Oxid |                                                   |
| Pigment Yellow 227  | 777895   | 1374645-21-2 | Niob-Schwefel-Zinn-Zink-Oxid |                                                   |

## Externe Links zu erwähnten Verbindungen
1. ↑  Externe Identifikatoren von bzw. Datenbank-Links zu Pigment Yellow 1:  CAS-Nr.: 2512-29-0, EG-Nr.: 219-730-8, ECHA-InfoCard: 100.017.937, PubChem: 221491, ChemSpider: 192174, Wikidata: Q27288185.
2. ↑  Externe Identifikatoren von bzw. Datenbank-Links zu Pigment Yellow 2:  CAS-Nr.: 6486-26-6, EG-Nr.: 229-357-2, ECHA-InfoCard: 100.026.689, PubChem: 110865, ChemSpider: 99511, Wikidata: Q82854476.
3. ↑  Externe Identifikatoren von bzw. Datenbank-Links zu Pigment Yellow 3:  CAS-Nr.: 6486-23-3, EG-Nr.: 229-355-1, ECHA-InfoCard: 100.026.687, PubChem: 94326, ChemSpider: 85129, Wikidata: Q27282827.
4. ↑  Externe Identifikatoren von bzw. Datenbank-Links zu Pigment Yellow 4:  CAS-Nr.: 1657-16-5, EG-Nr.: 216-754-0, ECHA-InfoCard: 100.015.232, PubChem: 74258, ChemSpider: 66864, Wikidata: Q82854404.
5. ↑  Externe Identifikatoren von bzw. Datenbank-Links zu Pigment Yellow 5:  CAS-Nr.: 4106-67-6, EG-Nr.: 223-884-1, ECHA-InfoCard: 100.021.713, PubChem: 77748, ChemSpider: 70147, Wikidata: Q72499806.
6. ↑  Externe Identifikatoren von bzw. Datenbank-Links zu Pigment Yellow 6:  CAS-Nr.: 4106-76-7, EG-Nr.: 223-885-7, ECHA-InfoCard: 100.021.714, PubChem: 107225, ChemSpider: 96494, Wikidata: Q72499814.
7. ↑  Externe Identifikatoren von bzw. Datenbank-Links zu Pigment Yellow 7:  CAS-Nr.: 6407-81-4, EG-Nr.: 229-045-6, ECHA-InfoCard: 100.026.405, PubChem: 135666409, ChemSpider: 20157011, Wikidata: Q133077064.
8. ↑  Externe Identifikatoren von bzw. Datenbank-Links zu Pigment Yellow 9:  CAS-Nr.: 6486-24-4, EG-Nr.: 229-356-7, ECHA-InfoCard: 100.026.688, PubChem: 110864, ChemSpider: 20475735, Wikidata: Q133077341.
9. ↑  Externe Identifikatoren von bzw. Datenbank-Links zu Pigment Yellow 10:  CAS-Nr.: 6407-75-6, EG-Nr.: 229-040-9, ECHA-InfoCard: 100.026.401, PubChem: 21118695, ChemSpider: 21172416, Wikidata: Q16977034.
10. ↑  Externe Identifikatoren von bzw. Datenbank-Links zu Pigment Yellow 11:  CAS-Nr.: 2955-16-0, Wikidata: Q133077648.
11. ↑  Externe Identifikatoren von bzw. Datenbank-Links zu Pigment Yellow 15:  CAS-Nr.: 6528-35-4, EG-Nr.: 229-420-4, ECHA-InfoCard: 100.026.747, PubChem: 110893, ChemSpider: 99539, Wikidata: Q133089548.
12. ↑  Externe Identifikatoren von bzw. Datenbank-Links zu Pigment Yellow 16:  CAS-Nr.: 5979-28-2, EG-Nr.: 227-783-3, ECHA-InfoCard: 100.025.258, ChemSpider: 20921, Wikidata: Q15720545.
13. ↑  Externe Identifikatoren von bzw. Datenbank-Links zu Pigment Yellow 17:  CAS-Nr.: 4531-49-1, EG-Nr.: 224-867-1, ECHA-InfoCard: 100.022.608, GESTIS: 491421, ChemSpider: 82656, Wikidata: Q27285599.
14. ↑  Externe Identifikatoren von bzw. Datenbank-Links zu Pigment Yellow 18:  CAS-Nr.: 1326-11-0, EG-Nr.: 215-417-5, ECHA-InfoCard: 100.014.016, Wikidata: Q133089589.
15. ↑  Externe Identifikatoren von bzw. Datenbank-Links zu Pigment Yellow 23:  CAS-Nr.: 4981-43-5, PubChem: 7209528, Wikidata: Q133089731.
16. ↑  Externe Identifikatoren von bzw. Datenbank-Links zu Pigment Yellow 30:  CAS-Nr.: 1345-30-8, Wikidata: Q133256795.
17. ↑  Externe Identifikatoren von bzw. Datenbank-Links zu Pigment Yellow 35:  CAS-Nr.: 8048-07-5, EG-Nr.: 232-466-8, ECHA-InfoCard: 100.029.510, Wikidata: Q133255941.
18. ↑  Externe Identifikatoren von bzw. Datenbank-Links zu Pigment Yellow 37:  CAS-Nr.: 68859-25-6, EG-Nr.: 614-746-5, ECHA-InfoCard: 100.128.569, PubChem: 14783, Wikidata: Q133255962.
19. ↑  Externe Identifikatoren von bzw. Datenbank-Links zu Pigment Yellow 44:  CAS-Nr.: 1345-08-0, Wikidata: Q133256771.
20. ↑  Externe Identifikatoren von bzw. Datenbank-Links zu Pigment Yellow 45:  CAS-Nr.: 1328-64-9, Wikidata: Q133256755.
21. ↑  Externe Identifikatoren von bzw. Datenbank-Links zu Pigment Yellow 48:  CAS-Nr.: 592-05-2, EG-Nr.: 209-742-1, ECHA-InfoCard: 100.008.858, GESTIS: 570082, PubChem: 61139, ChemSpider: 55086, Wikidata: Q24629280.
22. ↑  Externe Identifikatoren von bzw. Datenbank-Links zu Pigment Yellow 49:  CAS-Nr.: 2904-04-3, EG-Nr.: 220-802-6, ECHA-InfoCard: 100.018.912, PubChem: 76183, ChemSpider: 21159738, Wikidata: Q82854422.
23. ↑  Externe Identifikatoren von bzw. Datenbank-Links zu Pigment Yellow 55:  CAS-Nr.: 6358-37-8, EG-Nr.: 228-771-0, ECHA-InfoCard: 100.026.155, GESTIS: 120179, PubChem: 110824, ChemSpider: 99473, Wikidata: Q72499810.
24. ↑  Externe Identifikatoren von bzw. Datenbank-Links zu Pigment Yellow 60:  CAS-Nr.: 6407-74-5, EG-Nr.: 229-039-3, ECHA-InfoCard: 100.026.400, PubChem: 110843, ChemSpider: 99490, Wikidata: Q82854473.
25. ↑  Externe Identifikatoren von bzw. Datenbank-Links zu Pigment Yellow 61:  CAS-Nr.: 12286-65-6, EG-Nr.: 235-557-0, ECHA-InfoCard: 100.032.312, PubChem: 44145290, ChemSpider: 27472964, Wikidata: Q82870377.
26. ↑  Externe Identifikatoren von bzw. Datenbank-Links zu Pigment Yellow 62:  CAS-Nr.: 12286-66-7, EG-Nr.: 235-558-6, ECHA-InfoCard: 100.032.313, ChemSpider: 19971669, Wikidata: Q27283792.
27. ↑  Externe Identifikatoren von bzw. Datenbank-Links zu Pigment Yellow 63:  CAS-Nr.: 14569-54-1, EG-Nr.: 238-611-1, ECHA-InfoCard: 100.035.086, PubChem: 85752, ChemSpider: 77343, Wikidata: Q72499817.
28. ↑  Externe Identifikatoren von bzw. Datenbank-Links zu Pigment Yellow 65:  CAS-Nr.: 6528-34-3, EG-Nr.: 229-419-9, ECHA-InfoCard: 100.026.746, PubChem: 110892, ChemSpider: 99538, Wikidata: Q72499819.
29. ↑  Externe Identifikatoren von bzw. Datenbank-Links zu Pigment Yellow 73:  CAS-Nr.: 13515-40-7, EG-Nr.: 236-852-7, ECHA-InfoCard: 100.033.487, PubChem: 61637, ChemSpider: 55545, Wikidata: Q27274943.
30. ↑  Externe Identifikatoren von bzw. Datenbank-Links zu Pigment Yellow 74:  CAS-Nr.: 6358-31-2, EG-Nr.: 228-768-4, ECHA-InfoCard: 100.026.153, GESTIS: 491455, PubChem: 22829, ChemSpider: 21397, Wikidata: Q27269580.
31. ↑  Externe Identifikatoren von bzw. Datenbank-Links zu Pigment Yellow 75:  CAS-Nr.: 52320-66-8, EG-Nr.: 257-848-1, ECHA-InfoCard: 100.052.572, PubChem: 101654102, ChemSpider: 93556, Wikidata: Q72499826.
32. ↑  Externe Identifikatoren von bzw. Datenbank-Links zu Pigment Yellow 77:  CAS-Nr.: 5905-17-9, EG-Nr.: 227-601-2, ECHA-InfoCard: 100.025.092, PubChem: 110732, ChemSpider: 21172228, Wikidata: Q133256731.
33. ↑  Externe Identifikatoren von bzw. Datenbank-Links zu Pigment Yellow 81:  CAS-Nr.: 22094-93-5, EG-Nr.: 244-776-0, ECHA-InfoCard: 100.040.691, GESTIS: 530201, PubChem: 89597, ChemSpider: 80866, Wikidata: Q16979321.
34. ↑  Externe Identifikatoren von bzw. Datenbank-Links zu Pigment Yellow 82:  CAS-Nr.: 12225-14-8, Wikidata: Q133257726.
35. ↑  Externe Identifikatoren von bzw. Datenbank-Links zu Pigment Yellow 85:  CAS-Nr.: 12286-67-8, Wikidata: Q133257735.
36. ↑  Externe Identifikatoren von bzw. Datenbank-Links zu Pigment Yellow 87:  CAS-Nr.: 15110-84-6, EG-Nr.: 239-160-3, ECHA-InfoCard: 100.035.586, PubChem: 85802, ChemSpider: 21160346, Wikidata: Q82854543.
37. ↑  Externe Identifikatoren von bzw. Datenbank-Links zu Pigment Yellow 93:  CAS-Nr.: 5580-57-4, EG-Nr.: 226-970-7, ECHA-InfoCard: 100.024.519, PubChem: 110674, ChemSpider: 99337, Wikidata: Q27293983.
38. ↑  Externe Identifikatoren von bzw. Datenbank-Links zu Pigment Yellow 94:  CAS-Nr.: 5580-58-5, EG-Nr.: 226-971-2, ECHA-InfoCard: 100.024.520, PubChem: 110675, ChemSpider: 99338, Wikidata: Q27269477.
39. ↑  Externe Identifikatoren von bzw. Datenbank-Links zu Pigment Yellow 95:  CAS-Nr.: 5280-80-8, EG-Nr.: 226-107-4, ECHA-InfoCard: 100.023.735, PubChem: 110639, ChemSpider: 99305, Wikidata: Q27293487.
40. ↑  Externe Identifikatoren von bzw. Datenbank-Links zu Pigment Yellow 98:  CAS-Nr.: 32432-45-4, EG-Nr.: 251-038-1, ECHA-InfoCard: 100.046.383, PubChem: 122611, ChemSpider: 109317, Wikidata: Q72499828.
41. ↑  Externe Identifikatoren von bzw. Datenbank-Links zu Pigment Yellow 100:  CAS-Nr.: 12225-21-7, EG-Nr.: 235-428-9, ECHA-InfoCard: 100.032.196, GESTIS: 125490, Wikidata: Q72499742.
42. ↑  Externe Identifikatoren von bzw. Datenbank-Links zu Pigment Yellow 101:  CAS-Nr.: 2387-03-3, EG-Nr.: 219-210-0, ECHA-InfoCard: 100.017.465, PubChem: 75433, ChemSpider: 21159630, Wikidata: Q81986300.
43. ↑  Externe Identifikatoren von bzw. Datenbank-Links zu Pigment Yellow 104:  CAS-Nr.: 15790-07-5, EG-Nr.: 239-888-1, ECHA-InfoCard: 100.036.247, GESTIS: 129194, PubChem: 61817, ChemSpider: 11431290, Wikidata: Q72499746.
44. ↑  Externe Identifikatoren von bzw. Datenbank-Links zu Pigment Yellow 105:  CAS-Nr.: 12236-75-8, Wikidata: Q133262876.
45. ↑  Externe Identifikatoren von bzw. Datenbank-Links zu Pigment Yellow 106:  CAS-Nr.: 12225-23-9, EG-Nr.: 602-379-3, ECHA-InfoCard: 100.127.691, Wikidata: Q133262923.
46. ↑  Externe Identifikatoren von bzw. Datenbank-Links zu Pigment Yellow 107:  CAS-Nr.: 12270-64-3, Wikidata: Q133262959.
47. ↑  Externe Identifikatoren von bzw. Datenbank-Links zu Pigment Yellow 108:  CAS-Nr.: 4216-01-7, EG-Nr.: 224-151-9, ECHA-InfoCard: 100.021.957, PubChem: 136771299, ChemSpider: 65584, Wikidata: Q81990692.
48. ↑  Externe Identifikatoren von bzw. Datenbank-Links zu Pigment Yellow 109:  CAS-Nr.: 5045-40-9, EG-Nr.: 225-744-5, ECHA-InfoCard: 100.023.404, PubChem: 62561, ChemSpider: 56326, Wikidata: Q27273907.
49. ↑  Externe Identifikatoren von bzw. Datenbank-Links zu Pigment Yellow 110:  CAS-Nr.: 5590-18-1, EG-Nr.: 226-999-5, ECHA-InfoCard: 100.024.545, PubChem: 62584, ChemSpider: 56346, Wikidata: Q26705974.
50. ↑  Externe Identifikatoren von bzw. Datenbank-Links zu Pigment Yellow 111:  CAS-Nr.: 15993-42-7, EG-Nr.: 240-131-2, ECHA-InfoCard: 100.036.467, PubChem: 85940, ChemSpider: 77521, Wikidata: Q27254128.
51. ↑  Externe Identifikatoren von bzw. Datenbank-Links zu Pigment Yellow 113:  CAS-Nr.: 14359-20-7, EG-Nr.: 238-330-4, ECHA-InfoCard: 100.034.831, PubChem: 85722, ChemSpider: 77313, Wikidata: Q82854535.
52. ↑  Externe Identifikatoren von bzw. Datenbank-Links zu Pigment Yellow 114:  CAS-Nr.: 68610-87-7, EG-Nr.: 271-879-8, ECHA-InfoCard: 100.065.325, Wikidata: Q133263276.
53. ↑  Externe Identifikatoren von bzw. Datenbank-Links zu Pigment Yellow 115:  CAS-Nr.: 68814-04-0, PubChem: 25113171, ChemSpider: 25061137, DrugBank: DBDB07845, Wikidata: Q27097055.
54. ↑  Externe Identifikatoren von bzw. Datenbank-Links zu Pigment Yellow 116:  CAS-Nr.: 61968-84-1, Wikidata: Q133263605.
55. ↑  Externe Identifikatoren von bzw. Datenbank-Links zu Pigment Yellow 117:  CAS-Nr.: 21405-81-2, EG-Nr.: 244-372-4, ECHA-InfoCard: 100.040.324, PubChem: 138398568, ChemSpider: 80770, Wikidata: Q82921138.
56. ↑  Externe Identifikatoren von bzw. Datenbank-Links zu Pigment Yellow 118:  CAS-Nr.: 61512-65-0, Wikidata: Q133263351.
57. ↑  Externe Identifikatoren von bzw. Datenbank-Links zu Pigment Yellow 119:  CAS-Nr.: 68187-51-9, EG-Nr.: 269-103-8, ECHA-InfoCard: 100.062.802, Wikidata: Q133263363.
58. ↑  Externe Identifikatoren von bzw. Datenbank-Links zu Pigment Yellow 120:  CAS-Nr.: 29920-31-8, EG-Nr.: 249-955-7, ECHA-InfoCard: 100.045.399, PubChem: 121754, ChemSpider: 108633, Wikidata: Q27284872.
59. ↑  Externe Identifikatoren von bzw. Datenbank-Links zu Pigment Yellow 123:  CAS-Nr.: 4028-94-8, EG-Nr.: 223-710-4, ECHA-InfoCard: 100.021.556, PubChem: 77649, ChemSpider: 70052, Wikidata: Q81990623.
60. ↑  Externe Identifikatoren von bzw. Datenbank-Links zu Pigment Yellow 124:  CAS-Nr.: 67828-22-2, EG-Nr.: 267-243-4, ECHA-InfoCard: 100.061.112, PubChem: 106852, ChemSpider: 96149, Wikidata: Q82865880.
61. ↑  Externe Identifikatoren von bzw. Datenbank-Links zu Pigment Yellow 126:  CAS-Nr.: 90268-23-8, EG-Nr.: 290-823-3, ECHA-InfoCard: 100.082.535, Wikidata: Q72499752.
62. ↑  Externe Identifikatoren von bzw. Datenbank-Links zu Pigment Yellow 127:  CAS-Nr.: 68610-86-6, EG-Nr.: 271-878-2, ECHA-InfoCard: 100.065.324, PubChem: 71306913, ChemSpider: 30782601, Wikidata: Q72499758.
63. ↑  Externe Identifikatoren von bzw. Datenbank-Links zu Pigment Yellow 128:  CAS-Nr.: 79953-85-8, EG-Nr.: 279-356-6, ECHA-InfoCard: 100.072.120, PubChem: 16131214, ChemSpider: 17287926, Wikidata: Q72499760.
64. ↑  Externe Identifikatoren von bzw. Datenbank-Links zu Pigment Yellow 129:  CAS-Nr.: 15680-42-9, EG-Nr.: 239-763-1, ECHA-InfoCard: 100.036.133, PubChem: 85894, ChemSpider: 77481, Wikidata: Q133265749.
65. ↑  Externe Identifikatoren von bzw. Datenbank-Links zu Pigment Yellow 130:  CAS-Nr.: 23739-66-4, EG-Nr.: 245-856-8, ECHA-InfoCard: 100.041.673, PubChem: 101825400, ChemSpider: 82151, Wikidata: Q82863854.
66. ↑  Externe Identifikatoren von bzw. Datenbank-Links zu Pigment Yellow 133:  CAS-Nr.: 132821-92-2, EG-Nr.: 603-669-2, ECHA-InfoCard: 100.131.253, Wikidata: Q133265873.
67. ↑  Externe Identifikatoren von bzw. Datenbank-Links zu Pigment Yellow 134:  CAS-Nr.: 31775-20-9, EG-Nr.: 250-799-7, ECHA-InfoCard: 100.046.166, GESTIS: 138380, PubChem: 169360, ChemSpider: 148117, Wikidata: Q82864156.
68. ↑  Externe Identifikatoren von bzw. Datenbank-Links zu Pigment Yellow 138:  CAS-Nr.: 30125-47-4, EG-Nr.: 250-063-5, ECHA-InfoCard: 100.045.497, PubChem: 5463973, ChemSpider: 4576475, Wikidata: Q26705718.
69. ↑  Externe Identifikatoren von bzw. Datenbank-Links zu Pigment Yellow 139:  CAS-Nr.: 36888-99-0, EG-Nr.: 253-256-2, ECHA-InfoCard: 100.048.399, GESTIS: 140491, PubChem: 160357, ChemSpider: 4590022, Wikidata: Q21099590.
70. ↑  Externe Identifikatoren von bzw. Datenbank-Links zu Pigment Yellow 147:  CAS-Nr.: 4118-16-5, EG-Nr.: 223-912-2, ECHA-InfoCard: 100.021.739, PubChem: 77767, ChemSpider: 70164, Wikidata: Q27283121.
71. ↑  Externe Identifikatoren von bzw. Datenbank-Links zu Pigment Yellow 148:  CAS-Nr.: 20572-37-6, EG-Nr.: 243-889-2, ECHA-InfoCard: 100.039.884, PubChem: 88599, ChemSpider: 20129259, Wikidata: Q72499763.
72. ↑  Externe Identifikatoren von bzw. Datenbank-Links zu Pigment Yellow 150:  CAS-Nr.: 872613-79-1, EG-Nr.: 617-990-0, ECHA-InfoCard: 100.108.602, ChemSpider: 32815734, Wikidata: Q29160238.
73. ↑  Externe Identifikatoren von bzw. Datenbank-Links zu Pigment Yellow 151:  CAS-Nr.: 31837-42-0, EG-Nr.: 250-830-4, ECHA-InfoCard: 100.046.195, PubChem: 43525, ChemSpider: 39673, Wikidata: Q26705868.
74. ↑  Externe Identifikatoren von bzw. Datenbank-Links zu Pigment Yellow 153:  CAS-Nr.: 29204-84-0, PubChem: 136257965, ChemSpider: 64886716, Wikidata: Q81994041.
75. ↑  Externe Identifikatoren von bzw. Datenbank-Links zu Pigment Yellow 154:  CAS-Nr.: 68134-22-5, EG-Nr.: 268-734-6, ECHA-InfoCard: 100.062.467, PubChem: 109160, ChemSpider: 98158, Wikidata: Q72499776.
76. ↑  Externe Identifikatoren von bzw. Datenbank-Links zu Pigment Yellow 155:  CAS-Nr.: 68134-22-5, EG-Nr.: 271-176-6, ECHA-InfoCard: 100.064.686, ChemSpider: 98399, Wikidata: Q27282153.
77. ↑  Externe Identifikatoren von bzw. Datenbank-Links zu Pigment Yellow 156:  CAS-Nr.: 63661-26-7, Wikidata: Q133266571.
78. ↑  Externe Identifikatoren von bzw. Datenbank-Links zu Pigment Yellow 157:  CAS-Nr.: 68610-24-2, Wikidata: Q133266576.
79. ↑  Externe Identifikatoren von bzw. Datenbank-Links zu Pigment Yellow 158:  CAS-Nr.: 68186-93-6, EG-Nr.: 269-055-8, ECHA-InfoCard: 100.062.759, Wikidata: Q133266606.
80. ↑  Externe Identifikatoren von bzw. Datenbank-Links zu Pigment Yellow 159:  CAS-Nr.: 68187-15-5, EG-Nr.: 269-075-7, ECHA-InfoCard: 100.062.776, PubChem: 90474775, Wikidata: Q133266618.
81. ↑  Externe Identifikatoren von bzw. Datenbank-Links zu Pigment Yellow 160:  CAS-Nr.: 68187-01-9, EG-Nr.: 269-063-1, ECHA-InfoCard: 100.062.766, Wikidata: Q133268487.
82. ↑  Externe Identifikatoren von bzw. Datenbank-Links zu Pigment Yellow 161:  CAS-Nr.: 68611-43-8, PubChem: 163360186, ChemSpider: 23254700, Wikidata: Q133268492.
83. ↑  Externe Identifikatoren von bzw. Datenbank-Links zu Pigment Yellow 162:  CAS-Nr.: 68611-42-7, EG-Nr.: 271-891-3, ECHA-InfoCard: 100.065.336, Wikidata: Q133268505.
84. ↑  Externe Identifikatoren von bzw. Datenbank-Links zu Pigment Yellow 163:  CAS-Nr.: 68186-92-5, EG-Nr.: 269-054-2, ECHA-InfoCard: 100.062.758, Wikidata: Q133268511.
85. ↑  Externe Identifikatoren von bzw. Datenbank-Links zu Pigment Yellow 164:  CAS-Nr.: 68412-38-4, EG-Nr.: 270-185-2, ECHA-InfoCard: 100.063.785, Wikidata: Q133268519.
86. ↑  Externe Identifikatoren von bzw. Datenbank-Links zu Pigment Yellow 166:  CAS-Nr.: 76233-82-4, EG-Nr.: 616-313-6, ECHA-InfoCard: 100.117.706, PubChem: 101826298, ChemSpider: 103880313, Wikidata: Q133268524.
87. ↑  Externe Identifikatoren von bzw. Datenbank-Links zu Pigment Yellow 167:  CAS-Nr.: 38489-24-6, EG-Nr.: 609-559-0, ECHA-InfoCard: 100.125.260, PubChem: 20670469, ChemSpider: 23351019, Wikidata: Q133268532.
88. ↑  Externe Identifikatoren von bzw. Datenbank-Links zu Pigment Yellow 168:  CAS-Nr.: 71832-85-4, EG-Nr.: 276-057-2, ECHA-InfoCard: 100.069.122, PubChem: 21124483, ChemSpider: 19990165, Wikidata: Q27294625.
89. ↑  Externe Identifikatoren von bzw. Datenbank-Links zu Pigment Yellow 169:  CAS-Nr.: 73385-03-2, EG-Nr.: 277-421-3, ECHA-InfoCard: 100.070.362, PubChem: 175474, ChemSpider: 152893, Wikidata: Q82870691.
90. ↑  Externe Identifikatoren von bzw. Datenbank-Links zu Pigment Yellow 170:  CAS-Nr.: 31775-16-3, EG-Nr.: 250-797-6, ECHA-InfoCard: 100.046.164, PubChem: 169359, ChemSpider: 148116, Wikidata: Q72499783.
91. ↑  Externe Identifikatoren von bzw. Datenbank-Links zu Pigment Yellow 171:  CAS-Nr.: 53815-04-6, EG-Nr.: 611-054-5, ECHA-InfoCard: 100.109.258, PubChem: 6452895, ChemSpider: 4955308, Wikidata: Q82864795.
92. ↑  Externe Identifikatoren von bzw. Datenbank-Links zu Pigment Yellow 172:  CAS-Nr.: 76233-80-2, EG-Nr.: 616-312-0, ECHA-InfoCard: 100.118.361, PubChem: 101935488, ChemSpider: 103880123, Wikidata: Q133269482.
93. ↑  Externe Identifikatoren von bzw. Datenbank-Links zu Pigment Yellow 173:  CAS-Nr.: 51016-63-8, PubChem: 135537871, Wikidata: Q133269502.
94. ↑  Externe Identifikatoren von bzw. Datenbank-Links zu Pigment Yellow 174:  CAS-Nr.: 78952-72-4, EG-Nr.: 279-017-2, ECHA-InfoCard: 100.071.812, PubChem: 166510, ChemSpider: 145729, Wikidata: Q72499786.
95. ↑  Externe Identifikatoren von bzw. Datenbank-Links zu Pigment Yellow 175:  CAS-Nr.: 35636-63-6, EG-Nr.: 252-650-1, ECHA-InfoCard: 100.047.849, PubChem: 118250, ChemSpider: 105681, Wikidata: Q72499789.
96. ↑  Externe Identifikatoren von bzw. Datenbank-Links zu Pigment Yellow 176:  CAS-Nr.: 90268-24-9, EG-Nr.: 290-824-9, ECHA-InfoCard: 100.082.536, PubChem: 44153097, ChemSpider: 30782602, Wikidata: Q72499793.
97. ↑  Externe Identifikatoren von bzw. Datenbank-Links zu Pigment Yellow 179:  CAS-Nr.: 63287-28-5, EG-Nr.: 264-072-7, ECHA-InfoCard: 100.058.229, PubChem: 136033780, Wikidata: Q133269645.
98. ↑  Externe Identifikatoren von bzw. Datenbank-Links zu Pigment Yellow 180:  CAS-Nr.: 77804-81-0, EG-Nr.: 278-770-4, ECHA-InfoCard: 100.071.589, PubChem: 121232769, ChemSpider: 145721, Wikidata: Q72460960.
99. ↑  Externe Identifikatoren von bzw. Datenbank-Links zu Pigment Yellow 181:  CAS-Nr.: 74441-05-7, EG-Nr.: 277-873-1, ECHA-InfoCard: 100.070.772, PubChem: 166444, Wikidata: Q72499795.
100. ↑  Externe Identifikatoren von bzw. Datenbank-Links zu Pigment Yellow 182:  CAS-Nr.: 67906-31-4, EG-Nr.: 267-700-8, ECHA-InfoCard: 100.061.527, PubChem: 106076, ChemSpider: 95564, Wikidata: Q82854858.
101. ↑  Externe Identifikatoren von bzw. Datenbank-Links zu Pigment Yellow 183:  CAS-Nr.: 65212-77-3, EG-Nr.: 265-634-4, ECHA-InfoCard: 100.059.650, PubChem: 174091, ChemSpider: 34994852, Wikidata: Q27292031.
102. ↑  Externe Identifikatoren von bzw. Datenbank-Links zu Pigment Yellow 185:  CAS-Nr.: 76199-85-4, EG-Nr.: 278-388-8, ECHA-InfoCard: 100.071.241, GESTIS: 162685, ChemSpider: 4590218, Wikidata: Q21099591.
103. ↑  Externe Identifikatoren von bzw. Datenbank-Links zu Pigment Yellow 188:  CAS-Nr.: 23792-68-9, EG-Nr.: 607-270-4, ECHA-InfoCard: 100.124.747, PubChem: 88988968, ChemSpider: 32819714, Wikidata: Q72499799.
104. ↑  Externe Identifikatoren von bzw. Datenbank-Links zu Pigment Yellow 189:  CAS-Nr.: 69011-05-8, PubChem: 154734679, Wikidata: Q133271174.
105. ↑  Externe Identifikatoren von bzw. Datenbank-Links zu Pigment Yellow 190:  CAS-Nr.: 141489-68-1, Wikidata: Q133271187.
106. ↑  Externe Identifikatoren von bzw. Datenbank-Links zu Pigment Yellow 191:  CAS-Nr.: 129423-54-7, EG-Nr.: 603-331-4, ECHA-InfoCard: 100.118.748, Wikidata: Q60601214.
107. ↑  Externe Identifikatoren von bzw. Datenbank-Links zu Pigment Yellow 192:  CAS-Nr.: 56279-27-7, EG-Nr.: 611-375-0, ECHA-InfoCard: 100.128.075, PubChem: 682011, ChemSpider: 594096, Wikidata: Q72499802.
108. ↑  Externe Identifikatoren von bzw. Datenbank-Links zu Pigment Yellow 193:  CAS-Nr.: 70321-14-1, EG-Nr.: 274-554-9, ECHA-InfoCard: 100.067.755, PubChem: 2832182, ChemSpider: 2109884, Wikidata: Q83097917.
109. ↑  Externe Identifikatoren von bzw. Datenbank-Links zu Pigment Yellow 194:  CAS-Nr.: 82199-12-0, EG-Nr.: 279-914-9, ECHA-InfoCard: 100.072.628, ChemSpider: 152031, Wikidata: Q27237322.
110. ↑  Externe Identifikatoren von bzw. Datenbank-Links zu Pigment Yellow 199:  CAS-Nr.: 136897-58-0, GESTIS: 901374, PubChem: 136784580, ChemSpider: 28682263, Wikidata: Q82660552.
111. ↑  Externe Identifikatoren von bzw. Datenbank-Links zu Pigment Yellow 202:  CAS-Nr.: 3627-47-2, EG-Nr.: 222-845-6, ECHA-InfoCard: 100.020.769, PubChem: 136755848, ChemSpider: 69616, Wikidata: Q82938093.
112. ↑  Externe Identifikatoren von bzw. Datenbank-Links zu Pigment Yellow 213:  CAS-Nr.: 220198-21-0, PubChem: 11113951, ChemSpider: 9289084, Wikidata: Q133271515.
113. ↑  Externe Identifikatoren von bzw. Datenbank-Links zu Pigment Yellow 214:  CAS-Nr.: 577980-23-5, EG-Nr.: 923-364-0, ECHA-InfoCard: 100.114.958, Wikidata: Q133271607.
114. ↑  Externe Identifikatoren von bzw. Datenbank-Links zu Pigment Yellow 216:  CAS-Nr.: 817181-98-9, Wikidata: Q133272831.
115. ↑  Externe Identifikatoren von bzw. Datenbank-Links zu Pigment Yellow 227:  CAS-Nr.: 1374645-21-2, EG-Nr.: 800-035-9, ECHA-InfoCard: 100.226.226, Wikidata: Q133271653.